# Enchodelus brevidentatus
Enchodelus brevidentatus är en rundmaskart. Enchodelus brevidentatus ingår i släktet Enchodelus och familjen Dorylaimidae. Inga underarter finns listade i Catalogue of Life.